# Layou (Dominica)
Layou ist ein Ort im Westen von Dominica. Die Gemeinde hatte im Jahr 2011 433 Einwohner. Layou liegt im Parish Saint Joseph.

## Geschichte
Layou diente während der Kolonialherrschaft zur Unterbringung der auf dem Anwesen Hillsborough arbeitenden Sklaven. Weiterhin standen zwei Lagerhäuser in der Ortschaft.